# Louise de Brandebourg-Schwedt
 (juillet 2018).
Louise Henriette Wilhelmine de Brandebourg-Schwedt (24 septembre 1750 à Różanki – 21 décembre 1811 à Dessau), est une margravine de Brandebourg par naissance et par mariage princesse, et plus tard duchesse d'Anhalt-Dessau.

## Biographie
Louise est la fille du margrave Henri-Frédéric de Brandebourg-Schwedt et sa femme Léopoldine-Marie d'Anhalt-Dessau, de la ligne de Brandebourg-Schwedt de la Maison de Hohenzollern. Elle épouse son cousin Léopold III d'Anhalt-Dessau, le 25 juillet 1767 à Charlottenbourg. Par ce mariage, elle est princesse, et plus tard duchesse d'Anhalt-Dessau.
Elle est considérée comme bien formée et artistiquement doué et est amie avec des artistes de renom, comme Angelica Kauffmann, qui peint quelques portraits de Louise. Elle voyage en Angleterre en 1775, et, plus tard, en Suisse et en Italie.

## Les enfants
1. Une fille (Dessau, 11 février 1768).
2. Frédéric d'Anhalt-Dessau (Dessau, 27 décembre 1769 – Dessau, 27 mai 1814).